# Bathygobius cyclopterus
Bathygobius cyclopterus là một loài cá biển thuộc chi Bathygobius trong họ Cá bống trắng. Loài cá này được mô tả lần đầu tiên vào năm 1837.

## Từ nguyên
Từ định danh cyclopterus được ghép bởi hai âm tiết trong tiếng Hy Lạp cổ đại: kúklos (κύκλος; "vòng tròn") và pterón (πτερόν; "vây, cánh"), hàm ý đề cập đến vây bụng tròn của loài cá này tương tự như Sicydium (Oxudercidae).

## Phân bố và môi trường sống
B. cyclopterus có phân bố trải rộng khắp Ấn Độ Dương - Thái Bình Dương, gồm cả biển Đỏ; từ Đông Phi trải dài về phía đông đến quần đảo Samoa, ngược lên phía bắc đến miền nam Nhật Bản, xa về phía nam đến Nam Phi và Úc. B. cyclopterus đã được ghi nhận ở đảo Jeju (Hàn Quốc).
B. cyclopterus được tìm thấy trong các vũng thủy triều hay trên rạn san hô ven bờ có nền đá vụn, độ sâu đến khoảng 20 m.

## Mô tả
Chiều dài cơ thể lớn nhất được ghi nhận ở B. cyclopterus là 7,5 cm. Đầu và thân màu nâu, nhiều đốm chấm, thường có các vệt đốm nâu sẫm bên dưới vây lưng. Có một hàng gồm 6–7 đốm ngang theo chiều dài giữa thân. Vây lưng và đuôi có sọc ở cá cái, sẫm màu ở cá đực. Có 2–3 đốm đen trên nắp mang và 1 đốm ngay sau mắt.
Số gai vây lưng: 7; Số tia vây lưng: 8–10; Số gai vây hậu môn: 1; Số tia vây hậu môn: 8–9; Số gai vây bụng: 1; Số tia vây bụng: 5; Số tia vây ngực: 19.